# Luis Félix López
Luis Ramón Félix López (Calceta, 25 de agosto de 1932 - Guayaquil, 17 de diciembre de 2008) fue un escritor, médico y político ecuatoriano, que durante su vida ocupó funciones en la vida pública de su país.

## Biografía
Luis Félix López era el mayor de 13 hermanos, hijos de Quinche J. Félix Rezabala y de Jacinta María López Loor. Fue hermano de Manuel Félix López.
Luis recibe sus primeras letras de la profesora Santa Rezabala, quién lo preparó hasta terminar la primaria.  A los 12 años ingresó al Colegio “Eloy Alfaro” de Bahía de Caráquez.  En 1947 viaja a Quito, para ingresar como interno al Colegio “San Gabriel” de los Jesuitas, donde se gradúa de bachiller.
Ya en plena flor de su juventud, denotaba su pasión por la lírica y la poesía, componiendo pequeños versos que leía a la clase.

### Médico de profesión
Estudia medicina en la Universidad Central del Ecuador.  En el año 1956, ingresa como interno al Hospital del IESS, donde conoce a su futura esposa, Sara Beatriz Grijalva.
Como médico estudió dos especialidades en la Universidad Nacional Autónoma de México, UNAM, gastroenterología y endoscopía. En el país azteca fue director del servicio de endoscopía del Hospital General de Netzahualcóyotl y Director Médico de diversas revistas y publicaciones científicas.

### Vida política
Luis Félix López ingresa en la vida política, siendo aún estudiante universitario, apoyando la candidatura de Carlos Guevara Moreno, fundador del partido Concentración de Fuerzas Populares, CFP.  En el año 1960, a pesar del nuevo triunfo de José María Velasco Ibarra en los comicios presidenciales, Luis Félix López llega a ser diputado al correr en tercera posición de la lista del CFP.
En el año 1962 es reelecto como legislador junto a José Hanna Musse, Jaime Aspiazu Seminario y Eliécer Pérez Jurado.  El Diputado Félix es designado Consejero de Estado y representante a la Junta de Defensa del Artesano, y en éstas funciones, interviene en un Juicio Político, propuesto al ese entonces vicepresidente de la República, Reinaldo Varea Donoso, al ministro de Defensa y al comandante general de las Fuerzas Armadas, por la compra de la denominada “Chatarra”, armamento obsoleto y con sobreprecio.
La Primera Junta Militar toma el poder, deponiendo a Carlos Julio Arosemena Monroy de la Presidencia en 1963 y disuelve el parlamento.  En estas circunstancias, Luis Félix López es nombrado Director Supremo del CFP.

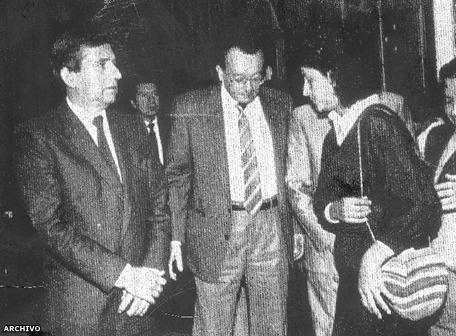
Luis Félix López como ministro de gobierno (e), durante el proceso de paz con la guerrilla ecuatoriana.

Para 1966 retorna a vivir a su provincia natal, Manabí, radicándose en el recinto El Carmen, que se encontraba en medio de un problema limítrofe entre las provincias de Manabí y Pichincha. Consigue que se declare a El Carmen, cantón y jurisdicción de la provincia de Manabí y se convierte en el primer Presidente Municipal de dicho cantón al ganar las elecciones.
En 1968, asume la Dirección del Consorcio de Municipios de Manabí,  que estaba a cargo de la construcción de carreteras y caminos vecinales en esta provincia.  Luego fue designado como Director del extinto Centro de Rehabilitación de Manabí (CRM) y en el año 1970 es designado gobernador de la Provincia de Manabí. En el ejercicio de su cargo, se construyó la Presa “Poza Honda”, El Sistema Regional de Agua Potable de la Estancilla, Tosagua y se iniciaron los estudios de la cuenca del río Carrizal, donde más tarde se construiría la presa “La Esperanza”.  Con el retorno a la democracia en la década de 1980,   ingresa como elemento activo del partido político Izquierda Democrática, que llevaría en 1988 a Rodrigo Borja a la Presidencia de la República.  Durante dicho gobierno, Luis Félix López fue Subsecretario de Gobierno  en varias ocasiones y Ministro de Gobierno Encargado.
Durante su gestión en la cartera de Estado, interviene en el histórico proceso en que el grupo “¡Alfaro Vive Carajo!” decide entregar las armas, para insertarse en la sociedad civil.

## Labor literaria
Durante diferentes periodos de su vida, Luis Félix López se dedicó a escribir obras literarias, que fueron publicadas nacional e internacionalmente:
- Los designios (1973), novela finalista del “Premio Internacional de la Novela, México 1973".[7]
- El eco interminable (1977), poesía
- El gorrión canta en la oscuridad (1980), libro de cuentos finalista del “Premio Grupo de Guayaquil”
- El talismán (1995), libro de cuentos[8]
- La noche de rebaño (1996), novela ganadora del Premio Joaquín Gallegos Lara del Distrito Metropolitano de Quito.
- Tarda en morir el tiempo (1998), libro de cuentos ganador del Concurso Nacional de Literatura de la Casa de la Cultura del Guayas
- El olor de las virtudes (2001), novela

### Casa de la Cultura del Guayas
Durante la etapa final de su vida, asume la Presidencia de la Casa de la Cultura Ecuatoriana, Núcleo del Guayas, en  el año 2003, comenzando un proceso de reconstrucción y modernización de la institución, visible tanto en su obra física, como en las múltiples actividades culturales que se desarrollaron y en la reconstrucción del museo.  Fue reelecto en el año 2007.

### Legado
A raíz de su muerte, su carrera como político, médico y literario, se ha inmortalizado en diferentes formas.
El Concurso Nacional de Literatura en género Cuento que realiza la Casa de la Cultura Ecuatoriana está nombrado en su honor; como un homenaje a su destacada carrera literaria en Ecuador y en Amércia Latina.
En el cantón El Carmen que ayudó a fundar con otros ciudadanos notables; el municipio de dicho cantón denominó a una calle con su nombre como recuerdo al ser Luis el primer personero de dicha entidad, haciendo lo mismo el Ministerio de Salud Pública con el Hospital del sitio La Bramadora, en honor a su también destacada trayectoria en la medicina.
En la parroquia Tarqui de Guayaquil, existe también una Escuela que lleva su nombre, la cual fue creada en su tributo al cumplir cinco años de su fallecimiento.
Otros familiares suyos también ocuparon importantes cargos en el servicio público, como sus hermanos Leonardo y Myriam Félix López y su sobrino Ángel Guillermo Félix Mendoza, como rectores de la Escuela Superior Politécnica Agropecuaria de Manabí "Manuel Félix López", fundada por este último y renombrada en honor a su hermano fallecido.  Su hermana menor Myriam, fue designada para el Consejo de Participación Ciudadana y Control Social - Transitorio que dirigió Julio César Trujillo en 2018.